# Андре Ноел Чекер
Андре Ноел Чекер (фр. André Noël Chaker; рођен 25. августа 1966. у Монтреалу, Канада) је француско-канадски адвокат, говорник и водитељ, музичар и текстописац.

## Приватни живот
Андре Ноел Чекер је француско-канадски адвокат који живи у Финској од раних 1990-их. Специјализовао се за спортско право, поред чега је познат као писац, говорник и водитељ, као и музичар и текстописац. Године 2011. објавио је The Finnish Miracle, публицистичку књигу која описује фински начин живота.

## Образовање и каријера
Чекер је дипломирао право на Универзитету Maкгил у Монтреалу 1989. и магистрирао пословну администрацију на Економској школи у Хелсинкију 2000. Био је генерални секретар Међународне организације за спортску науку ICSSPE од 1992. до 1996. и као директор Европски колеџ спортских наука од 1997. до 1999. године. Крајем исте деценије био је маркетинг менаџер пројекта Зимских олимпијских игара у Хелсинкију 2006. Као извршни директор компаније Mobicus Oy, дизајнера софтвера за мобилни маркетинг, Чекер је био директор права и протокола на Светском првенству у атлетици у Хелсинкију 2005.  Од 2008. године ради као саветник менаџмента Veikkaus Oy - а.  
Чекер је предавао међународно спортско право на Факултету за спортске науке Универзитета Јиваскила и написао је пет публикација о спортском праву, мобилном маркетингу и поп музици.  
Чекер је члан Финске адвокатске коморе од 1994. Фински држављанин је постао 2005.  За председника године изабран је 2012. и за председника године 2015. 

## Публикације
- Ahonen, Sirpa & Chaker, André Noel & Honkamaa, Stiina (1998). The Internationalization of Finnish Popular Music . Helsinki: Helsinki School of Economics and Business Administration.
- Malherbe, Jean-Yves & Chaker, André Noel (eds.) (1996). Special Canada . Jyväskylä: University of Jyväskylä.
- Chaker, André Noël (1999). Study on National Sports Legislation in Europe . Strasbourg: Council of Europe Publishing.
- Chaker, André Noël (2004). Good Governance in Sport: A European Survey . Strasbourg: Council of Europe Publishing.
- Chaker, André Noël (Finnish: Liisa Poikolainen, 2011). The Finnish Miracle: a wonderland of delights . Helsinki: Talent.